# هيلموت بونيت
هيلموت بونيت هو منافس ألعاب قوى ألماني، ولد في 17 يوليو 1910 في شبانداو في ألمانيا، وتوفي في 1944 في ميونخ في ألمانيا.

## وصلات خارجية
- هيلموت بونيت على موقع أوليمبيديا (الإنجليزية)